# Nicolás Kozlovsky
Nicolás Kozlovsky (5 de mayo de 2003; Buenos Aires) es un futbolista argentino que se desempeña como defensa. Actualmente se encuentra en Racing Club de Avellaneda de la Primera División de Argentina.

## Trayectoria

### Racing Club
Salido de las inferiores académicas, debutó en primera división el 26 de agosto de 2023 ante Club Atlético Tigre en la victoria albiceleste por 2-1 por la jornada 2 de la Copa de la Liga Profesional 2023 ayudando a despejar de cabeza todas las pelotas que enviaba el conjunto de Victoria. En la jordana 5 de la misma competición entraría en el minuto 90 siendo el reemplazo de Leonardo Sigali, donde el conjunto de Avellaneda ganaría 2-1 agonicamente ante Newells. En la fecha siguiente, contra Godoy Cruz, volvería a ser titular. Luego de ese partido fue bajado a reserva.
En 2024 Gustavo Costas, tras la emergencia de no tener defensores centrales. Lo puso a entrenar junto al primer equipo.

## Estadísticas como profesional
| Club                       | Temporada     | Div.          | Liga  | Liga  | Liga   | Copas Nacionales | Copas Nacionales | Copas Nacionales | Internacional | Internacional | Internacional | Total | Total | Total  |
| Club                       | Temporada     | Div.          | Part. | Goles | Asist. | Part.            | Goles            | Asist.           | Part.         | Goles         | Asist.        | Part. | Goles | Asist. |
| -------------------------- | ------------- | ------------- | ----- | ----- | ------ | ---------------- | ---------------- | ---------------- | ------------- | ------------- | ------------- | ----- | ----- | ------ |
| Racing Club Argentina      | 2023          | 1°            | -     | -     | -      | 3                | 0                | 0                | -             | -             | -             | 3     | 0     | 0      |
| Racing Club Argentina      | Total Club    | Total Club    | 0     | 0     | 0      | 3                | 0                | 0                | 0             | 0             | 0             | 3     | 0     | 0      |
| Atlético Rafaela Argentina | 2024          | 2°            | 2     | 0     | 0      | 1                | 0                | 0                | 0             | 0             | 0             | 3     | 0     | 0      |
| Atlético Rafaela Argentina | Total Club    | Total Club    | 2     | 0     | 0      | 1                | 0                | 0                | 0             | 0             | 0             | 3     | 0     | 0      |
| Total carrera              | Total carrera | Total carrera | 2     | 0     | 0      | 3                | 0                | 0                | 0             | 0             | 0             | 6     | 0     | 0      |
| 1.                         |               |               |       |       |        |                  |                  |                  |               |               |               |       |       |        |